# Дине, Насреддин
Насреддин Дине (имя при рождении: Альфонс-Этьен Дине, 28 марта 1861 года — 24 декабря 1929 года, Париж) — французский художник-ориенталист, один из основателей Общества французских художников-ориенталистов (Société des Peintres Orientalistes). Он настолько увлёкся Северной Африкой и её культурой, что принял ислам и хорошо изучил арабский язык. Помимо живописи, переводил арабскую литературу на французский.

## Биография
Альфонс-Этьен Дине родился в Париже. Он был сыном видного французского судьи Филиппа Леона Дине и Мари Одиль Буше. В 1865 году родилась его сестра Жанна, которая станет его биографом.
С 1871 года он учился в лицее Генриха IV, где среди учеников был и будущий президент Александр Мильеран. После получения диплома в 1881 году поступил в Национальную высшую школу изящных искусств, а также стал работать в мастерской Виктора Галлана. В следующем году учился у Уильяма Бугро и Тони Робера-Флёри в Академии Жюлиана, а также впервые представил свои работы на Парижском салоне искусств.
В 1884 году Дине совершил свою первую поездку в Северную Африку, в Бу-Сааду у хребта Улед-Найл на юге Алжира, вместе с группой энтомологов. В следующем году он совершил вторую поездку на средства правительственной стипендии, на этот раз в Лагуат. Именно в эти годы он написал свои первые две алжирские картины: «Террасы Лагуата» и «Уэд Мсила после бури».

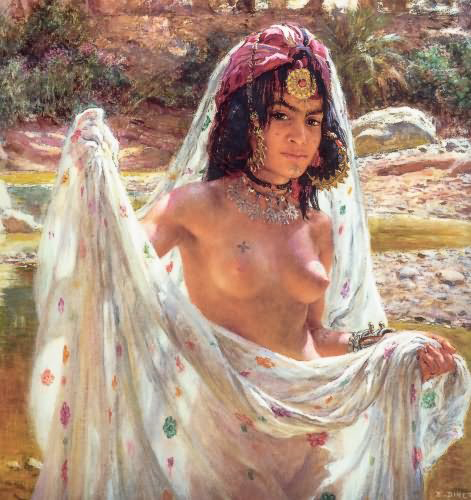
Рауша, 1901, 46x45 см, коллекция Музея изящных искусств Алжира.

Дине был награждён серебряной медалью за живопись на Всемирной выставке в 1889 году и в том же году основал Национальное общество изящных искусств вместе с такими художниками, как Мейссонье, Пюви де Шаванн, Роден, Каролюс-Дюран и Шарль Котте. В 1887 году он основал Французское общество художников-ориенталистов в сотрудничестве с Леонсом Бенедитом, директором Музея в Люксембургском саду.
В 1903 году Дине купил дом в Бу Саада и проводил там три четверти каждого года. Он был настолько очарован Северной Африкой и её культурой, что в конце концов принял ислам. Художник объявил о своем обращении в ислам в частном письме 1908 года и завершил свое официальное обращение в 1913 году, после чего изменил свое имя на Насреддин Дине. В 1929 году он и его жена совершили хадж в Мекку. В июле 1896 года он был удостоен звания кавалера Почётного легиона и участвовал в международной выставке, посвященной 100-летию литографии (Париж).
Уважение, которое он заслужил у уроженцев Алжира, засвидетельствовали 5000 человек, которые присутствовали на его похоронах 12 января 1930 года в Бу-Сааде. Надгробную речь произнёс бывший генерал-губернатор Алжира Морис Виоллетт.

## Работы
По сравнению с модернистскими художниками, такими как Анри Матисс, который также посетил северную Африку в первом десятилетии XX века, картины Дине чрезвычайно консервативны. Они весьма миметичны, даже этнографичны, в отношении своего субъекта.
То, что Дине понимал арабскую культуру и язык, отличало его от других художников-востоковедов. Благодаря владению языком он смог найти обнажённых натурщиц в сельской местности Алжира, где требование к женщинам закрывать лицо и некоторые другие части соблюдалось в те годы нестрого. До 1900 года большинство его работ можно было охарактеризовать как «анекдотические жанровые сцены». По мере того, как он всё больше интересовался исламом, он всё чаще писал на религиозные темы. Он принимал активное участие в переводе арабской литературы на французский, опубликовав перевод арабской эпической поэмы Антары ибн Шаддада в 1898 году.